# Caenoscelis sibirica
Caenoscelis sibirica is een keversoort uit de familie harige schimmelkevers (Cryptophagidae). De wetenschappelijke naam van de soort werd in 1889 gepubliceerd door Edmund Reitter.